# Grand Moncton
 (mai 2025).
Si vous disposez d'ouvrages ou d'articles de référence ou si vous connaissez des sites web de qualité traitant du thème abordé ici, merci de compléter l'article en donnant les références utiles à sa vérifiabilité et en les liant à la section « Notes et références ».
L'appellation Grand Moncton (ou en anglais : Greater Moncton) désigne l'agglomération formée par la ville de Moncton, située au sud-est du Nouveau-Brunswick (Canada), entourée de ses banlieues Dieppe et Riverview, ainsi que des portions des comtés de Westmorland et d'Albert. Elle compte une population de 138 644 habitants.

## Population
Le Grand Moncton compte une population de 144 810 habitants (en 2016). La migration provient principalement d'autres régions du Nouveau-Brunswick (surtout du nord), de la Nouvelle-Écosse (13 %) et de l'Ontario (9 %). 62 % des nouveaux arrivants dans la ville sont anglophones et 38 % sont francophones.
La région métropolitaine de recensement (RMR) a connu une croissance de 4 % entre 2011 et 2016. Elle comptait 144 810 habitants lors du recensement national de 2016, ce qui en fait la plus grande région métropolitaine de la province du Nouveau-Brunswick et la deuxième plus grande des provinces maritimes après Halifax. La RMR comprend les villes de Dieppe (25 384 habitants), Riverview (19 667 habitants), la paroisse de Moncton (9 811 habitants), Memramcook (4 778 habitants), la paroisse de Coverdale (4 466 habitants) et Salisbury (2 284 habitants).
Il y a environ 2 990 autochtones qui vivent à Moncton, ce qui représente 4,3 % de la population de la ville. Les « minorités visibles » représentent 3 305 personnes à Moncton. Les Noirs et les Sud-Asiatiques sont les groupes de minorités visibles les plus importants, représentant respectivement 1,7 % et 0,7 % de la population de la ville. Il y a également une communauté coréenne d'importance croissante à Moncton.